# Амонијак
Амонијак или азан је хемијско једињење азота и водоника са молекулском формулом NH3. При нормалним условима амонијак је гас оштрог, карактеристичног мириса, лакши од ваздуха и лако растворан у води. Амонијак је отрован гас. Он је корозиван за неке материје.
Молекул амонијака има тригонално-пирамидну структуру, према предвиђањима VSEPR теорије. Таква структура даје молекулу поларни момент и чини је поларном, због чега је амонијак лако растворан у води. Атом азота у молекулу има један слободан електронски пар, па се амонијак понаша као база. То значи да у воденом раствору може да преузме протон од молекула воде, када настаје хидроксидни анјон и један амонијумски катјон који има облик правилног тетраедра. Степен до ког амонијак ствара амонијумове јоне зависи од  вредности раствора: при pH ~ 7 дисоцирано је око 99% молекула амонијака. Главна примена амонијака је у производњи ђубрива, експлозива и полимера. Такође је састојак кућних средстава за чишћење.
У малим количинама, амонијака има и у атмосфери, где настаје због процеса распадања азотних материја животињског и биљног порекла. Амонијак и амонијеве соли налазе се у малим количинама у кишници, док се амонијум хлорид (салмијак) и амонијум сулфат налазе у близини вулкана, а кристали амонијум бикарбоната су пронађени у патагонском гуану, односно фосилним остацима птичјег измета. Амонијеве соли су широко распрострањене у плодној земљи свих подручја и у морској води. Материје које садрже амонијак или које су му сличне зову се амонијалкали.

## Историја
Име амонијак (лат. ammoniacus) добио је по крају близу Амонова храма у Либији, где су се добијале амонијеве соли.
Соли амонијака биле су познате из врло раних епоха, будући да се израз Hammoniacus sal јавља у списима Плинија. Није познато, међутим, да ли тај израз има идентичан смисао с новијим изразом sal-ammoniac, у ком облику је амонијак је био познат и алкемичарима, још у 13. веку, а спомињао га је Алберт Велики. У средњем веку, био је употребљаван и као боја у виду ферментисаног урина, и за измену боја биљног порекла. У 15. веку, Васил Валентајн је доказао да се амонијак може добити деловањем алкалија на сал-амонијак. У каснијем раздобљу, када је сал-амонијак добијан дестилацијом папака и рогова бикова и неутралисањем насталог карбоната са хлороводичном киселином, име „дух јеленског рога” односило се на амонијак. У гасовитом облику, амонијак је први изоловао Џозеф Пристли 1774. године и дао му име „алкални ваздух”. Једанаест година касније, 1785. године, Клод Луј Бертоле је утврдио његов састав.
Хаберов процес производње амонијака из азота који се налази у ваздуху, развили су Фриц Хабер и Карл Бош 1909. године, а патентиран је 1910. У индустријским размерима, тај процес су први користили Немци током Првог светског рата, решавајући проблем недостатка нитрата из Чилеа, због савезничке блокаде. Амонијак су користили за добијање експлозива да би подржали и своје ратне циљеве.
Амонијак који је у комерцијалном промету се назива „безводни амонијак”. Он се разликује од раствора амонијак хидроксида, који се понекад назива „кућни амонијак”.

## Особине
Молекули амонијака имају облик правилног тетраедра. Ова форма и даје молекулу велики диполни моменат и, поред разлика у електронегативности, узрок је што је амонијак поларан. Услед поларности амонијак је растворљив у поларним проточним неорганским растварачима као што је вода.
Азотов атом у молекулу има један слободан електронски пар, па се амонијак понаша као Луисова база. У киселом или неутралном воденом раствору амонијак може да се сједини са хидронијум јоном, при при чему се ослобађа молекул воде и формира позитивно наелектрисан амонијум јон који има облик правилног тетраедра. Формирање амонијум јона зависи од pH вредности раствора.
| Особина                  | Вредност |
| ------------------------ | -------- |
| Број акцептора водоника  | 1        |
| Број донора водоника     | 1        |
| Број ротационих веза     | 0        |
| Партициони коефицијент ( | -0,3     |
| Растворљивост (logS, log(mol/L))        | 1,5      |
| Поларна површина (PSA, Å2)  | 35,0     |

## Примена
Најважнија област у којој се користи амонијак је производња азотне киселине Оствалдовим методом. Такође користи се за производњу азот(II)-оксида, који је уједно и прво прекурсорско једињење у производњи нитратне киселине.
Амонијак се употребљава у производњи вештачких ђубрива, експлозива и полимера. Такође амонијак је и састојак неких детерџената за стакло.
Течан амонијак се користи и као растварач. Такође амонијак се примењује у расхладним уређајима.

## Добијање и распрострањеност
Може се добити директном синтезом азота и водоника (Хабер-Бошова синтеза):
{\displaystyle N2+3H_{2}\rightarrow 2NH_{3}}
Такође може се добити дејством калцијум оксида на амонијум-хлорид, као и дејством воде на магнезијум-нитрид:
{\displaystyle 2NH_{4}Cl+2CaO\rightarrow CaCl_{2}+Ca(OH)_{2}+2NH_{3}}
{\displaystyle Mg_{3}N_{2}+6H_{2}O\rightarrow 3Mg(OH)_{2}+2NH_{3}}
У атмосфери се налази у веома малим количинама а настаје процесом распада животињских или биљних материја. Амонијум хлорид и амонијум сулфат су нађени у вулканским областима на. Кристали амонијум бикарбоната се налазе у измету неких морских птица неких слепих мишева (гуано). Амонијумове соли се могу срести и у морској води. Супстанце кои садрже амонијак или су сличне њему називају се амонијачне супстанце.

## Растворљивост соли
| Растворљивост (број грама на 100 амонијака) |       |
| ------------------------------------------- | ----- |
| Амонијум ацетат                             | 253.2 |
| Амонијум нитрат                             | 389.6 |
| Литијум нитрат                              | 243.7 |
| Натријум нитрат                             | 97.6  |
| Калијум нитрат                              | 10.4  |
| Натријум флуорид                            | 0.35  |
| Натријум хлорид                             | 3.0   |
| Натријум бромид                             | 138.0 |
| Натријум јодид                              | 161.9 |